# حزب العمال الديمقراطي الاشتراكي الألماني
حزب العمال الديموقراطي الاشتراكي الألماني (بالألمانية: Sozialdemokratische Arbeiterpartei Deutschlands) هو حزب سياسي ماركسي اشتراكي، كان تابعًا للاتحاد الألماني الشمالي خلال فترة التوحيد. تم تأسيس الحزب عام 1869 في أيسناخ، خلال السنوات الأولى من القيصرية الألمانية. كان حزب العمال الديموقراطي الاشتراكي الألماني واحدا من المنظمات السياسية الأولى التي أُنشئت بين نقابات العمل الألمانية الوليدة في القرن التاسع عشر.